# OpenAL
OpenAL (ang. Open Audio Library) – specyfikacja uniwersalnego API do generowania dźwięku 3D.
Najczęściej używana jest w grach komputerowych. Styl kodowania i konwencja najbardziej przypomina ten z OpenGL.

## Platformy
OpenAL jest dostępna na następujące platformy:
- BSD
- IRIX
- Linux
- Mac OS 8/9
- OS X
- Microsoft Windows
- Microsoft Xbox
- MorphOS
- Nintendo GameCube
- Solaris
- Sony PlayStation 2
- Haiku

## Gry
Wybrane gry używające specyfikacji OpenAL:
- Unreal II: The Awakening
- Unreal Tournament 2003
- Unreal Tournament 2004
- Star Wars Jedi Knight II: Jedi Outcast
- Star Wars Jedi Knight: Jedi Academy
- Postal 2
- America’s Army
- OpenArena
- Race Driver: Grid
- Hotline Miami